# Martin Sasse
Martin Sasse (n. 15 de agosto de 1890 en Großdrenzig Guben; † 28 de agosto de 1942 en Eisenach) fue un obispo luterano alemán ligado al Nacionalsocialismo.

## Vida
Sasse estudió de 1911 a 1914 Teología Protestante en Tübingen, Halle (Saale), Berlín y Jena. Después durante la Primera Guerra Mundial, fue soldado.
El 2 de octubre de 1921 Sasse fue ordenado sacerdote y fue hasta 1922 pastor en Heber/CSR. De 1923 a 1930 se desempeñó como rector en Rothenburg / Oberlausitz, y de 1930 a 1933 como pastor en el pueblo de Lauscha Turingia.
Sasse era un miembro de la sección de asalto SA y del Partido Nacionalsocialista Obrero Alemán, además de miembro principal del movimiento de Cristianos Alemanes. En 1933 fue miembro de la 3.ª y 4.ª Iglesia Nacional y aunque en un principio no ejecutivo, más tarde miembro de tiempo completo del Consejo Nacional de Iglesias. En 1934 fue nombrado obispo de la Iglesia Luterana Evangélica de Turingia.

## Trayectoria
Como un confeso antisemita y una figura destacada del Protestantismo Alemán, Sasse tuvo una influencia activa y personal en la alineación estructural de su iglesia y su sometimiento a la ideología y práctica de la Alemania Nazi, operando a favor de la "dejudaización" de la Iglesia de Turingia, suprimiendo a los miembros de la Iglesia Confesante trabajado conjuntamente con la Gestapo. Después de la separación llevada a cabo por Sasse dentro del Cristianismo Alemán, se tuvo un flujo de radicales a la Iglesia de Turingia.
En 1939 fue uno de los fundadores en Eisenach del Instituto para la Investigación y eliminación de la influencia judía en la vida de la iglesia alemana. 
Instituts zur Erforschung und Beseitigung des jüdischen Einflusses auf das deutsche kirchliche Leben. También atacó el "catolicismo mundial". Murió en 1942, como consecuencia a los efectos de un derrame cerebral.
A finales de 1938 publicó bajo el título Martín Lutero y los judíos: ¡Fuera con ellos! Un compendio de extractos de Martín Lutero del panfleto Sobre los judíos y sus mentiras (1543). En el prefacio se declaró a favor de la Noche de los Cristales Rotos:
"El 10 de noviembre de 1938 en el cumpleaños de Martín Lutero, arden en Alemania las sinagogas. Del pueblo alemán es el poder de los Judíos en el campo económico en la nueva Alemania, finalmente roto y rematado por nuestro líder para la completa liberación de nuestro pueblo en expiación por el asesinato del Consejo Legación vom Rath amanos judías. ... En esta hora necesita la voz del hombre para ser oído, lo que comenzó con el profeta alemán en el siglo XVI debido a la ignorancia como un amigo de los Judíos, que, impulsado por su conciencia, fue llevado por la experiencia a la realidad, al mayor antisemita de su tiempo , fue la advertencia a su pueblo contra los Judíos" []

## Publicaciones
- Vorwort, in: Der Kampf um die Autorität der Kirche. Eine Auseinandersetzung des Landeskirchenrats der Thüringer evangelischen Kirche mit der Bekenntnisfront, Jena: Diederichs 1935.
- (als Hg.) Martin Luther über die Juden: Weg mit ihnen!, Freiburg: Sturmhut-Verlag 1938 (englische und niederländische Übersetzungen 1939)

## Literatura
- Erich Stegmann: Der Kirchenkampf in der Thüringer Evangelischen Kirche 1933–1945; Berlín 1984.
- Thomas A. Seidel (Hg.): Thüringer Gratwanderungen. Beiträge zur 75jährigen Geschichte der evangelischen Landeskirche Thüringens (= Herbergen der Christenheit. Jahrbuch für deutsche Kirchengeschichte, Sonderband 3), Leipzig 1998; ISBN 3-374-01699-5